# Borgo Vercelli
Pour les articles homonymes, voir Vercelli (homonymie).
Borgo Vercelli est une commune de la province de Verceil dans le Piémont en Italie.

## Transport
La commune est traversée par la ligne de Turin à Milan, la gare de Borgo-Vercelli est desservie par des trains Trenitalia R.

## Administration
| Période                                  | Période | Identité | Étiquette | Qualité |
| ---------------------------------------- | ------- | -------- | --------- | ------- |
|                                          |         |          |           |         |
| Les données manquantes sont à compléter. |         |          |           |         |

### Communes limitrophes
Casalino, Casalvolone, Verceil, Villata, Vinzaglio

## Personnalités liées
- Enrichetta Alfieri (1891-1951), née à Borgo Vercelli, religieuse réputée pour son dévouement auprès des prisonniers pendant la Seconde Guerre mondiale, condamnée à mort par les nazis puis libérée ; reconnue bienheureuse par le pape en 2011[3],[4].